# Pablo Daniel Escobar
Pablo Daniel Escobar Olivetti (Asunción, 12 luglio 1978) è un allenatore di calcio ed ex calciatore paraguaiano naturalizzato boliviano, di ruolo centrocampista o attaccante, commissario tecnico della nazionale U-20 boliviana.

## Carriera

### Club
Paraguayano di Asuncion, naturalizzato boliviano dal 2008, gli è stato dato l'appellativo di Patròn del Gol, grazie alle sue capacità di segnare una rete. È un idolo in Bolivia e del The Strongest, club di La Paz per cui ha giocato dal 2011 al 2018 e con cui ha vinto quattro campionati.

### Nazionale
L'11 ottobre 2016 grazie a una doppietta contro l'Ecuador, diventa un pezzo di storia del calcio nazionale sudamericano diventando il marcatore più anziano della storia in una fase di qualificazioni Mondiali della CONMEBOL. Trentotto anni e 91 giorni, la sua età. È così che ha battuto il record precedente che apparteneva al colombiano Mario Yepes che a 37 anni e 275 giorni ad aver segnato durante le qualificazioni al Mondiale del 2014.

## Palmarès

### Club

#### Competizioni nazionali
- Campionato paraguaiano: 2

Olimpia: 1999, 2000
- Campionato boliviano: 4

The Strongest: 2011-2012, 2012-2013, 2013-2014, 2016-2017